# SVT-40
El SVT-40 (siglas de Samozaryadnaya Vintovka Tokareva Obrazets 1940 goda; que significa Fusil Semiautomático Tokarev Modelo 1940) es un fusil semiautomático soviético que entró en servicio durante la Segunda Guerra Mundial.

## SVT-38
El diseño del fusil se remonta a inicios de la década de 1930, cuando Fiódor Tókarev renuncia a diseñar un fusil semiautomático accionado por retroceso y se concentra en el sistema accionado por gases. Stalin tenía un gran interés en los fusiles semiautomáticos, así que en 1935 convoca un concurso de diseños del cual saldrá ganador el fusil diseñado por Serguéi Gavrílovich Simónov, que será adoptado al año siguiente con la denominación de AVS-36.
Los problemas del AVS empezaron a manifestarse rápidamente, por lo cual se convocó otro concurso de diseños en el cual participaron Tokarev y Simonov con sus respectivos diseños mejorados. Esta vez el fusil de Tokarev fue el ganador. Este fue aprobado para producción bajo la denominación de SVT-38 y se esperaba que fuese el nuevo fusil estándar del Ejército Rojo. Se hicieron ambiciosos planes de producción, previendo unos dos millones de fusiles al año para 1943. La producción empezó en la Planta de armas de Tula en 1939.
El SVT-38 era un fusil accionado por gas, con un pistón de recorrido corto situado sobre el cañón y un cerrojo oscilante, siendo el pionero de esta configuración ampliamente utilizada. Hay cierto debate sobre quién fue exactamente el primero en idear este sistema de operación, ya que el sistema del SVT es considerablemente parecido a los diseños contemporáneos de Dieudonne Saive. Este diseñaría más tarde el fusil FN FAL, que emplea el mismo sistema de operación del SVT.
El SVT-38 era un fusil sumamente diferente a los estándares soviéticos y rusos de su época. Las armas soviéticas eran generalmente de una construcción y robustez extrema, diseñadas para ser usadas por soldados escasamente entrenados y a veces pésimamente equipados. Al contrario, el SVT-38 había sido diseñado para ser ligero tanto en su culata, como en su cajón de mecanismos y sistema de operación. Su sistema accionado por gases era complejo para los estándares soviéticos y poco resistente al uso de munición corrosiva sin tener que limpiarlo frecuentemente.
El SVT-38 estaba equipado con una bayoneta y un cargador extraíble de 10 cartuchos. El cajón de mecanismos tenía la parte superior abierta, lo cual permitía recargar el cargador con los peines de cinco cartuchos del fusil Mosin-Nagant. Normalmente, cada fusil venía con tres cargadores. Eran características sumamente avanzadas para su época el regulador de gases, el freno de boca y los rieles para montar miras telescópicas tallados en el cajón de mecanismos. La versión para francotirador tiene una hendidura extra para instalar la montura de una mira telescópica modelo 3,5X PU, que es ligeramente más corta que la mira telescópica empleada en las versiones de francotirador del Mosin-Nagant.

## Hacia el SVT-40
El SVT-38 tuvo su bautismo de fuego durante la Guerra de Invierno. La reacción inicial de la tropa ante el nuevo fusil fue negativa. Les parecía demasiado largo y voluminoso, difícil de mantener y los cargadores solían caerse solos. Algunos de estos problemas pueden atribuirse al poco entrenamiento y a un incorrecto mantenimiento, pero otros eran obviamente fallas de diseño.
La producción del SVT-38 cesó en abril de 1940, después de haberse fabricado unos 150 000 ejemplares. Al mismo tiempo, una versión mejorada denominada SVT-40 entró en producción. Este era un diseño más ligero y refinado, que incorporaba un sistema sujeta-cargadores mejorado. El guardamano y la culata eran de una sola pieza y la baqueta estaba almacenada bajo el cañón. Otros cambios se hicieron para simplificar su producción. Esta comenzó en julio de 1940 en Tula, siendo más tarde continuada en las fábricas de Izhevsk y Kovrov. Conjuntamente, se descontinuó la producción del fusil Mosin-Nagant M91/30. Como estas fábricas ya tenían experiencia tras fabricar el SVT-38, la producción aumentó rápidamente y se estima que se fabricaron unos 70 000 fusiles SVT-40 ese mismo año.

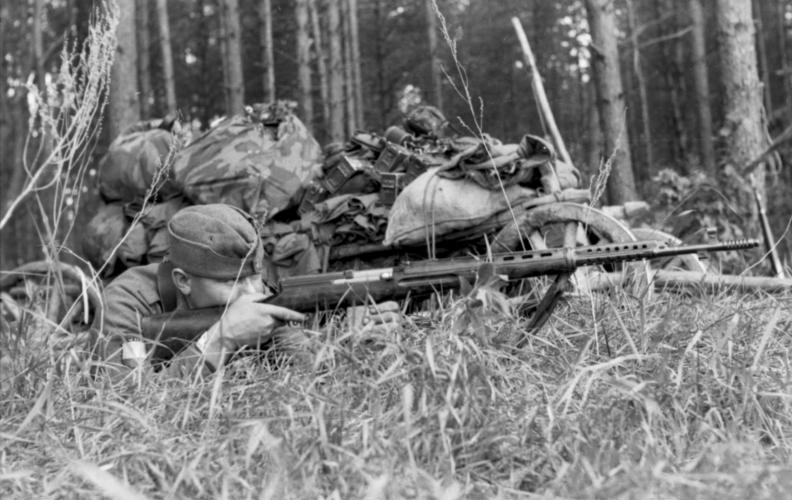
Un soldado del Ejército Ruso de Liberación (ROA), armado con el SVT-40.

Al iniciarse la invasión alemana en 1941, el SVT-40 estaba ampliamente distribuido en el Ejército Rojo. En la Lista de Organización y Pertrechos de una división soviética, supuestamente un tercio de los fusiles eran SVT-40, aunque en la práctica rara vez se alcanzaba semejante estándar. Los primeros meses de guerra fueron desastrosos para la Unión Soviética, perdiéndose cientos de miles de estos fusiles. Para recuperar esta enorme cantidad de armas perdidas, se reintrodujo la producción del fusil Mosin-Nagant M91/30. Al contrario, el SVT-40 era más difícil de producir y las tropas poco entrenadas tenían problemas para darle un adecuado mantenimiento. Además, los subfusiles como el PPSh-41 habían demostrado su valor como armas simples y baratas, pero efectivas a la hora de aumentar el poder de fuego de la infantería. Esto condujo a una reducción gradual de la producción del SVT-40. En 1941 se produjeron más de un millón de fusiles SVT-40, pero en 1942 se le ordenó al arsenal de Izhevsk que cesara la producción del SVT-40 y retomara la del Mosin-Nagant M91/30. Solo se fabricaron 246 000 fusiles SVT-40 en 1942 y la producción continuó disminuyendo hasta que se ordenó su cese total en 1945. La producción total del SVT-38/40 fue probablemente de unos 1,6 millones de fusiles, de los cuales 55 000 fueron la versión de francotirador del SVT-40.
En combate, se observó que el SVT-40 padecía de dispersión vertical del disparo. Esto es inaceptable para un fusil de francotirador, motivo por el cual en 1942 fue cancelada la producción de la versión de francotirador del SVT-40. Igualmente, el tallado de rieles para monturas de miras telescópicas fue descontinuado en los fusiles estándar. Otros cambios de producción incluían un freno de boca con diseño más simple. Para cubrir la escasez de ametralladoras en el Ejército Rojo, en 1943 fue producida una versión con opción de fuego automático denominada AVT-40. Exteriormente era similar al SVT, pero su seguro actuaba al mismo tiempo como un selector. Parece que fue diseñado un cargador de 15 o 20 cartuchos para usarse con el AVT, pero es un dato aún sin confirmar debido a la falta de ejemplares. El AVT tenía una culata ligeramente más corta que el SVT, razón por la cual se usaron culatas sobrantes de AVT para hacer fusiles SVT con ellas. El AVT demostró ser una decepción en combate: el fuego automático era casi imposible de controlar y los fusiles solían romperse debido al redoblado esfuerzo que soportaban. Por lo tanto se prohibió el uso del modo automático en el AVT y su producción fue relativamente breve. Una versión carabina (llamada a veces SKT-40) fue diseñada en 1940 y probablemente producida en pequeña cantidad, pero nuevamente es un dato bastante disputado. Como modificación de campo, los fusiles SVT-40 estándar eran a veces transformados en carabinas, con diversos grados de éxito y calidad de mano de obra. Se desarrolló un prototipo recalibrado para el cartucho corto 7,62 x 39 M1943, pero no fue aprobado para producción.

## El SVT fuera de la Unión Soviética
El primer país fuera de la Unión Soviética en utilizar el fusil SVT fue Finlandia, que capturó unos 4000 SVT-38 durante la Guerra de Invierno y más de 15 000 SVT-40 durante la Guerra de Continuación. El SVT fue extensivamente usado por los finlandeses, a pesar de que las fallas y roturas eran frecuentes debido a la munición diferente y al regulador de gas mal ajustado. La Alemania nazi y otros países del Eje capturaron cientos de miles de fusiles SVT durante la Gran Guerra Patriótica. Como los alemanes no tenían muchos fusiles semiautomáticos confiables, el SVT (denominado SIG.259(r) por el Heer) fue ampliamente utilizado por estos contra sus anteriores dueños. Incluso se llegó a publicar el manual del SVT en alemán.

## Legado
Tras la guerra, la mayor parte de los fusiles SVT fueron retirados del servicio activo, reparados y almacenados como reserva. Las nuevas armas en servicio soviético como la carabina semiautomática SKS y el fusil de asalto AK-47 hicieron rápidamente obsoleto al fusil SVT, que para 1955 fue completamente retirado del servicio activo. Solamente unos cuantos fusiles SVT fueron exportados a los aliados y clientes de la Unión Soviética. Parece que unos cuantos fusiles SVT fueron usados por los revolucionarios cubanos en 1959. El Ejército finlandés retiró el SVT en 1958 y unos 7500 fusiles fueron vendidos a Estados Unidos a través de Interarms. Esto marcó el fin del SVT en servicio activo. En la Unión Soviética, los SVT fueron mantenidos como reserva hasta los años 90, cuando varios fusiles fueron vendidos al extranjero junto con otras armas militares sobrantes rusas. Actualmente el SVT está ampliamente disponible para coleccionistas y aficionados, además de ser muy buscado debido al bajo costo de los cartuchos 7,62 x 54 R que emplea, por su diseño y por ser un fusil histórico sencillo de disparar.
A pesar de su breve carrera militar, el fusil SVT fue un arma muy prolífica en el Frente del Este durante la Segunda Guerra Mundial y tuvo un gran impacto en los diseños de fusiles europeos durante y al poco tiempo de terminar la guerra. Armas como la carabina SKS, el fusil sueco Ag m/42 y el fusil Gewehr 43 muestran una clara influencia del SVT. El FN FAL y su antecesor FN-49 emplean el mismo sistema de acerrojado y funcionamiento del SVT, pero como se mencionó más arriba, no se sabe a ciencia cierta si fueron influenciados por el SVT. En acción, el SVT tuvo sus problemas, los cuales no eran ajenos a los fusiles semiautomáticos de la época. La principal deficiencia en combate del SVT no eran sus problemas, sino el hecho que la gran demanda de armas hizo que las fábricas soviéticas se decantaran por diseños más simples que podían producirse en mayor cantidad y menos tiempo que tomaba producir un fusil SVT.

## Usuarios
- Unión Soviética
- Afganistán
- Albania
- Alemania nazi: empleó fusiles capturados.[6]
- Alemania Oriental
- Bulgaria
- Checoslovaquia
- China
- Corea del Norte
- Cuba
- Egipto
- Filipinas: fue empleado por la guerrilla comunista Hukbalahap durante la Segunda Guerra Mundial y la Rebelión Hukbalahap.
- Finlandia: empleó fusiles capturados.
- Hungría
- Polonia
- Rumania
- Rusia
- Vietnam
- Yugoslavia

### Contenido relacionado
- Unión Soviética SKS, carabina que sustituyó al SVT-40.

### Armas similares
- Estados Unidos M1 Garand
- Estados Unidos Fusil Johnson M1941
- Alemania nazi Gewehr 43